# Silent Siren Selection
『Silent Siren Selection』（サイレントサイレンセレクション）は、Silent Sirenの初のベスト・アルバム。2017年3月1日にドリーミュージックから発売された。

## 解説
それまでに発売されたシングル、アルバムからメンバーが31曲をセレクションした曲が収録された、バンド初となるベスト・アルバム。本作を以って、所属レコード会社・ドリーミュージックを離れる為、決算前最後のアルバムでもある。次作よりユニバーサルミュージックの傘下レーベルEMI Recordsへ移籍した。
初回限定盤のDVDには、パッケージ化初となる「ユメオイ」「Routine」「女子校戦争」「手をつないで」「吉田さん」のMUSIC VIDEOが収録されている。

## 収録曲

### CD

#### Disc 1
1. Sweet Pop!
2. stella☆
3. Remember
4. want CHU♡
5. Soda
6. ビーサン
7. I×U
8. LOVE FIGHTER!
9. 「Are you Ready?」
10. Delay
11. ぐるぐるワンダーランド
12. ラッキーガール
13. 恋花
14. LOST.W

#### Disc 2
1. BANG!BANG!BANG!
2. What show is it?
3. 恋い雪
4. 爽快ロック
5. チャイナキッス
6. KAKUMEI
7. DanceMusiQ
8. 女子校戦争
9. 曖昧 me mine
10. ハピマリ
11. 八月の夜
12. alarm
13. キミスキスマイル
14. ワカモノコトバ
15. チェリボム
16. 吉田さん

### DVD
MUSIC VIDEO
1. Sweet Pop!
2. Crazy Lady
3. stella☆
4. フィルター
5. ユメオイ
6. ビーサン
7. Starmine
8. I×U
9. Limited
10. ぐるぐるワンダーランド
11. ラッキーガール
12. BANG!BANG!BANG!
13. 恋い雪
14. KAKUMEI
15. Routine
16. 手をつないで
17. 女子校戦争
18. ハピマリ
19. 八月の夜
20. alarm
21. チェリボム
22. 吉田さん